# 于洪 (人大代表)
于洪（1958年2月—），男，汉族，中共党员，葫芦岛宏跃集团董事长。曾任第十二届全国人大代表。
毕业于辽宁省公安司法管理干部学院。2013年被选为全国人大代表，参加辽宁代表团。2016年因涉嫌贿选被认定当选无效。